# トヨタ・MZエンジン
トヨタ・MZエンジンとは、トヨタ自動車のV型6気筒ガソリンエンジンの系列である。
初出はアバロンに搭載された「1MZ-FE」3000ccである。排気量が2500cc、3300ccのエンジンも存在する。
その後GRエンジンへ発展している。

## 系譜
- エンジン型式一覧の自動車用エンジンの系譜を参照。

## バリエーション

### 1MZ-FE

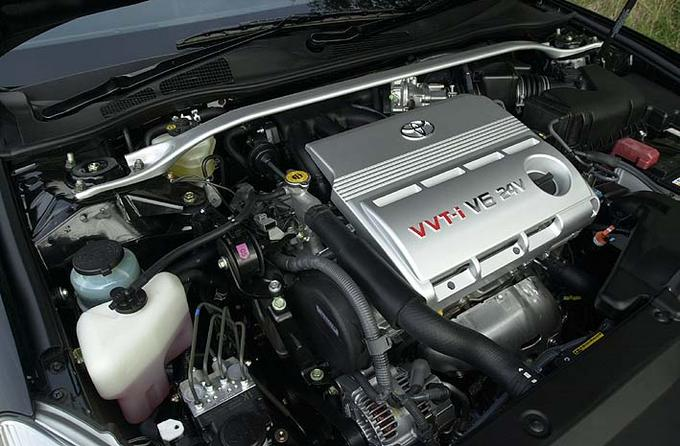
1MZ-FE

- V型6気筒 DOHC 24バルブ (1998年型以降はVVT-i)
- 排気量：2.994L
- 内径×行程：87.5×83.0(mm)
- 圧縮比：10.5
- 最高出力、最大トルク
  - 147kW(200PS)/5,400rpm 284Nm(29.0kg-m)/4,400rpm
  - 154kW(210PS)/5,400rpm 289Nm(29.5kg-m)/4,400rpm
  - 158kW(215PS)/5,800rpm 299Nm(30.5kg-m)/4,400rpm
  - 162kW(220PS)/5,800rpm 304Nm(31.0kg-m)/4,400rpm
- 無鉛プレミアムガソリン仕様

＜搭載車種＞
- アバロン
- プロナード
- ウィンダム
- マークIIクオリス
- ハリアー
- エスティマ
- アルファード
- クルーガー
- ES300（海外仕様）
- RX300（海外仕様）

### 2MZ-FE
- V型6気筒 DOHC 24バルブ
- 排気量：2.496L
- 内径×行程：87.5×69.2(mm)
- 圧縮比：10.8
- 最高出力、最大トルク
  - 147kW(200PS)/6,000rpm 245Nm(25.0kg-m)/4,600rpm
- 無鉛プレミアムガソリン仕様

＜搭載車種＞
- ウィンダム
- カムリ（グラシア）
- マークIIクオリス

### 3MZ-FE

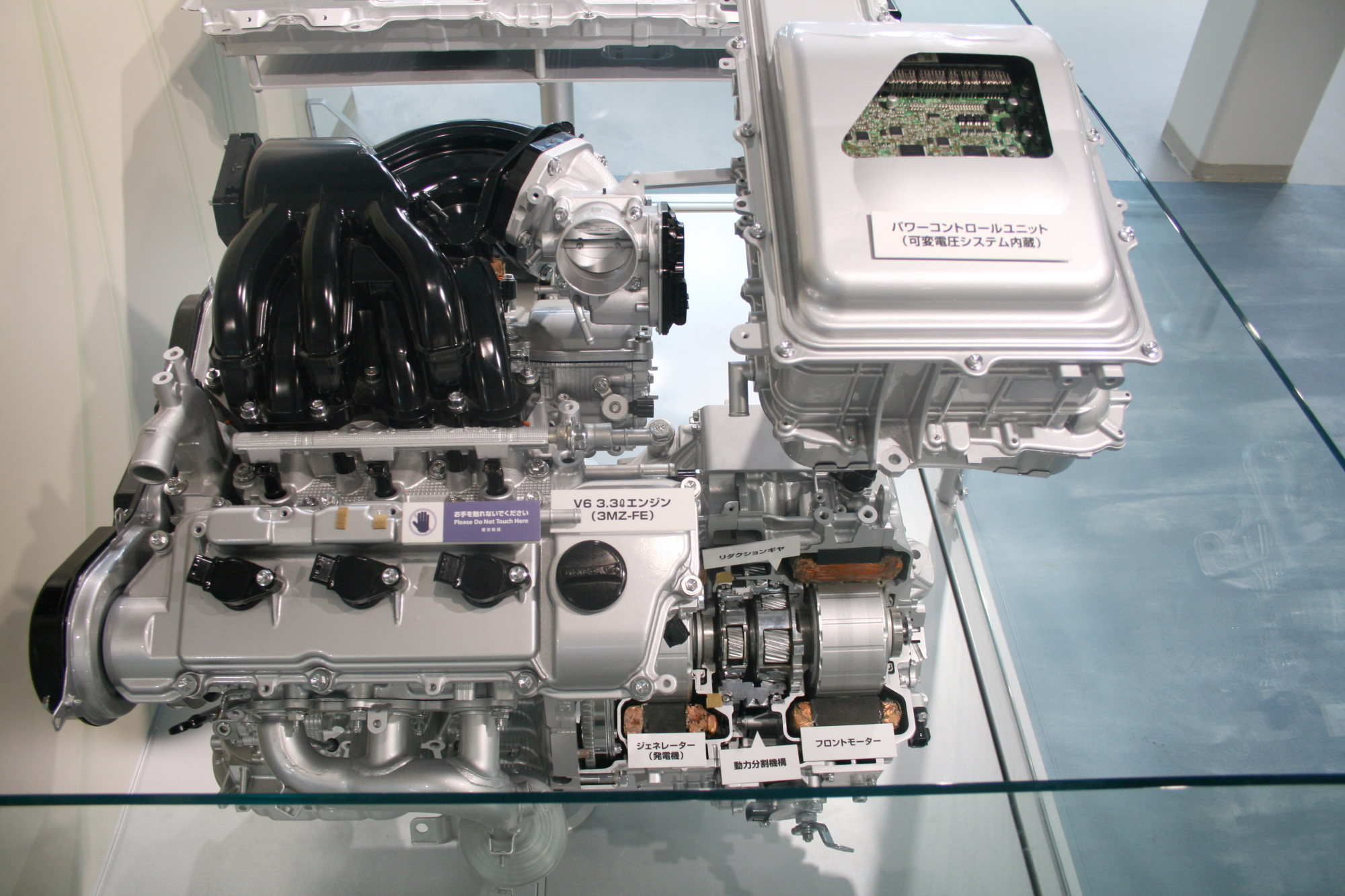
3MZ-FE

- V型6気筒 DOHC 24バルブ VVT-i
- 排気量：3.310L
- 内径×行程：92.0×83.0(mm)
- 圧縮比：10.8
- 最高出力、最大トルク
  - 155kW(211PS)/5,600rpm 288Nm(29.4kg-m)/4,400rpm
- 無鉛プレミアムガソリン仕様

＜搭載車種＞
- トヨタ・ハリアーハイブリッド
- クルーガーハイブリッド
- ES330（海外仕様）
- RX330、RX400h（海外仕様）
- 光岡・オロチ（2006年、開発中にこのエンジンの搭載が決定し、トヨタと光岡自動車の間で調達契約が結ばれた）

## 搭載車種詳細

### 1MZ-FE - 3000cc
- （初）初代・2代目アバロン（MCX10/20）
- プロナード（MCX20）
- 2代目ES300（MCV30）
- 2代目・3代目ウィンダム（MCV20-A/30-B）
- 初代RX300（MCU10/15）
- 初代・2代目ハリアー（MCU10W/15W/30W/31W/35W/36W）
- マークIIクオリス（MCV20W-H/25W-H）
- 2代目エスティマ（MCR30W/40W）
- クルーガー（MCU20W/25W）
- 初代アルファード（MNH10W/15W）

### 2MZ-FE - 2500cc
- （初）2代目ウィンダム（MCV21-A）
- マークIIクオリス（MCV21W-H）
- 6代目カムリ（グラシア）（MCV21-F/25-F）

### 3MZ-FE - 3300cc
- （初）4代目ES330（MCV31L）
- 2代目RX330（GSU3#W）
- トヨタ・ハリアーハイブリッド（MHU38W）
- クルーガーハイブリッド（MHU28）
- カムリソラーラSE
- 光岡・オロチ（大蛇）